# Lucien Febvre
Lucien Febvre (Nancy, 1878. július 22. – Saint-Amour, 1956. szeptember 11.) francia történész, az Annales-iskola egyik alapítója. Szolgált az első világháborúban is. Anatole de Monzieval együtt az Encyclopédie française szerkesztője volt. 1929-ben kollégájával és közeli barátjával, Marc Blochhal közösen létrehozták az Annales d'histoire économique et sociale, ismertebb nevén az Annales c. folyóiratot.
1933-ban a Collège de France tagjává választották. A 30-as és a 40-es években is folyamatosan publikált. Franciaország német megszállása után véleményeltérésbe került Marc Bloch-hal az Annales vezetése kapcsán. A németek megtiltották, hogy zsidó származású személyek is részt vegsyenek a folyóirat szerkesztésében. Bloch engedetlenséget javasolt, azonban Febvre mindenáron fenn akarta tartani a francia kulturális élet fontos elemévé vált Annales folyamatos működését, ezért engedelmeskedett a német megszállóknak. Bloch emiatt csak Marc Fougères álnéven publikálhatott a lapban. Bloch 1944-es kivégzése után Febvre egyedül vezette át az Annales-t a háború utáni időszakba. Tanítványai közül kiemelkedik Fernand Braudel, tudományszervező tevékenységének eredményeként pedig létrejött École Pratique des Hautes Etudes VI. szekciója, melyből később létrejött az École des Hautes Études en Sciences Sociales (EHESS).

## Történelemszemlélete
Az általa létrehozott új történetírói iskola annyiban jelentett újdonságot, hogy nagy hangsúlyt fektetett az interdiszciplinaritásra, illetve a hagyományos történetírói fogalmak (nemzet, birodalom, dinasztia, stb) uralta történetelbeszélés megkérdőjelezésére.
Febvre az 1912-ben megjelent Franche-Comté régió II. Fülöp korabeli történetéről szóló disszertációjával ezt a törekvést példázta, mivel e művében kitüntetett szerepet szánt a földrajzi adottságok történelemre gyakorolt hatásának. Általában is jellemző lett, hogy az Annales iskola tagjai nem országokban gondolkodtak, hanem vagy nagyobb földrajzi egységekben, mint pl. Braudel, aki az egész földközi-tengeri régió történetét, az ott történt események összefüggéseit írta meg. Mások, mint például épp Lefebvre az előbb említett művével, vagy Georges Duby kisebb régiók történetét írták meg (Duby Mâcon régió történetében jeleskedett), Emmanuelle Le Roy Ladurie pedig egyenesen egy falu, az okszitán régióban lévő és kathar eretnekséggel jellemzett Montaillou falu mikrotörténetét írta meg.
A földrajz- és történettudomány összekapcsolása mellett a másik újdonság, ami Febvre munkásságát jellemzi, az a mentalitártörténet megjelenése. Megkérdőjelezte, hogy egy korszak összes  kulturális jelenségét olyan fogalmak köré lehetne szervezni, mint a reneszánsz, vagy a felvilágosodás. Véleménye szerint a jelenségek egy fogalom alá vonása leegyszerűsítésekre vezet: emiatt egyszerre írt könyvet Rabelais korának francia hitetlenségéről, a kora-újkori boszorkányüldözésekről és Lutherről. Ezen túlmenően megalkotta a "mentális eszköztár" (outillage mentale) kategóriáját. Ez azt jelentette, hogy "a nagy eszmék helyett egy kor magatartásvilágának bemutatásához sokkal inkább a különböző rítusok, ünnepek, hagyományok, szertartások és szokások, a kolektív lelki-pszichológiai jelenségek elemzése szükséges, amire ő példát a Rabelais-korabeli hitetlenség, G. Lefebvre pedig a francia forradalmat megelőző nagy félelem leírásával, illetve részletezésével mutatott." Ezzel a népi kultúra kutatását a néprajztudományból átemelte a történettudomány témái közé is. Elemezve a reneszánsz fogalmát, arra a megállapításra jutott, hogy a fogalmat a francia történetírásban Jules Michelet vezette be. "Febvre kritikája szerint azonban ez a korszakolás mesterséges korlátokat állít fel, önkényesen meghatározott egységeket teremt, megtöri a tényleges folyamatokat, és a korszakon belül a legkülönfélébb természetű jelenségek egységét sugallja. Ez már csak azért is félrevezető, mert egyegy dimenziót kiemelve elfedi az adott történelmi szakasz diverzitását. Febvre kritikájához hozzátehetjük, hogy ebben a korszakfelfogásban minden, ami ugyanakkor történik, az valóban kortársnak, valóban egyidejűnek számít, vagyis ez a szemlélet lineáris és homogén időfelfogáson alapul."
Febvre nem vetette el a hagyományos történetírói műfajokat sem, ennek jegyében írta meg a már említett, és nagy visszhangot kiváltó életrajzát Lutherről, melynek célja az volt, hogy Luther teljes életművét, annak hiányosságaival és erényeivel együtt a maguk belső összefüggésrendszerében értelmezze. Felfogása szerint Luther a " vallási érzés egy új formáját nyilvánította ki és definiálta embertársainak és így az ige hirdetőjének szerepét töltötte be." Ő maga a mű előszavában az alábbiakban határozza meg az életrajz szerepét: " „Luther életrajza? Nem. Vélemény Lutherről, semmi több. Az volt a célunk, hogy megrajzoljuk egy egyszerű, de tragikus sors görbéjét, hogy élesen megjelöljük azt a néhány valóban jelentős állomást, melyeken keresztülment, megmutassuk, hogyan, milyen körülmények nyomására kellett kezdeti lendületének megtörnie s eredeti irányvonalától eltérnie; hogy ilyen módon — egy páratlan vitalitású emberrel kapcsolatban — felvessük az egyén és a közösség, a személyi kezdeményezés és a társadalmi szükségszerűség összefüggésének kérdését, mely talán a történelem legalapvetőbb kérdése." Az előszóban említett töréssel Febvre arra utal, hogy 1525, a német parasztháború után Luther kezéből kicsúszott az irányítás, többé nem az események alakítója, hanem A német nemzet keresztyén nemességéhez intézett iratával átengedi a német tartományi fejedelmek számára az egyházközségek, sőt magának a Német-római Birodalom sorsának az irányítását.

## Magyarul megjelent művei
- Lucien Febvre–Henri-Jean Martin: A könyv születése. A nyomtatott könyv és története a XV-XVIII. században; ford. Csernus Anikó, Szász Géza; Osiris, Bp., 2005 (Osiris kézikönyvek)

## Fordítás
- Ez a szócikk részben vagy egészben  a   Lucien Febvre című angol Wikipédia-szócikk ezen változatának fordításán alapul.  Az eredeti cikk szerkesztőit annak laptörténete sorolja fel. Ez a jelzés csupán a megfogalmazás eredetét és a szerzői jogokat jelzi, nem szolgál a cikkben szereplő információk forrásmegjelöléseként.

## További információ
- Benda Gyula, Szekeres András (szerk.) Az Annales - A gazdaság-, társadalom- és művelődéstörténet francia változata. ATELIER FÜZETEK. L'Harmattan kft. 2007. ISBN 9789637343148
- Halasi Zoltán: Ment-e elébb? - Lucien Febvre - Henri-Jean Martin: A könyv születése - recenzió. In.: Magyar Narancs, 2006. február 23. Online elérés: https://magyarnarancs.hu/zene2/ment-e_elebb_-_lucien_febvre_-_henri-jean_martin_a_konyv_szuletese_konyv-65192
- Robert Mandrou: Lucien Febvre. Egy sors - Martin Luther. In: Aetas, 1987. 03. 140-144. old. Online elérés: https://epa.oszk.hu/00800/00861/00106/pdf/EPA00861_aetas_1987_03_140-144.pdf
- Mihail Mihajlovics Bahtyin: François Rabelais művészete, a középkor és a reneszánsz népi kultúrája. Osiris, Budapest, 2002. ISBN 9633891914. Fordította: Könczöl Csaba, Raincsák Réka.
- Oláh Róbert: A könyv születése. Recenzió. Online: https://epa.oszk.hu/01300/01367/00123/pdf/07konyv.pdf
- Tulok Péter: A könyv születése. Recenzió: Online: http://www.szepirodalmifigyelo.hu/pdf/2006/06-1-029_febvre-martin_tulok.pdf?PHPSESSID=86687d54f0e565e01033ae11e20edb1d